# Южанина, Нина Петровна
Ни́на Петро́вна Южа́нина (укр. Ніна Петрівна Южаніна; род. 11 января 1965, Згуровка) — народный депутат Украины 8-го созыва по списку блока Петра Порошенко, председатель комитета Верховной Рады Украины по вопросам налоговой и таможенной политики с 13 мая 2015 года по 29 августа 2019 года. Народный депутат Украины 9-го созыва от партии Европейская солидарность. До избрания народным депутатом — аудитор-директор в компании «Европейская аудиторская группа».
C 29 августа 2019 входит в состав Комитета Верховной Рады Украины по вопросам финансов, налоговой и таможенной политики.

## Биография
Нина Южанина родилась 11 января 1965 года.
В 1996 году закончила Технологический университет Подолья по специальности «Бухгалтерский учёт, контроль и анализ хозяйственной деятельности».
В 2003 году получила сертификат аудитора, выданный Аудиторской палатой Украины.
1983—1987 — бухгалтер фактурного бюро ОАСУ Ждановского металлургического завода имени Ильича;
1987—1988 — экономист финансист Каменского мясокомбината;
1988—1992 — главный бухгалтер Бородянского районного комбината быта;
1992—1997 — начальник управления аудита и первый заместитель начальника налоговой инспекции Згуровского района Киевской области;
1997—2003 — главный бухгалтер ООО ВКФ «Мост», ООО «НП-Оптторг», ООО «Данко-2000»;
С 2003 — аудитор-директор ООО АФ «Европейская аудиторская группа».
С 27 ноября 2014 года — народный депутат Украины, номер 28 в избирательном списке партии «Блок Петра Порошенко».
С 13 мая 2015 года — председатель комитета Верховной Рады Украины по вопросам налоговой и таможенной политики
В 2014 году доход Нины Южаниной составил около 400 тысяч гривен. Декларация о её доходах опубликована на сайте Верховной Рады.

## Работа в парламенте
На внеочередных выборах в Верховную Раду в 2014 году была избрана по списку Блока Петра Порошенко, став народным депутатом Украины VIII созыва.
13 мая 2015 года Нина Южанина была избрана председателем комитета Верховной Рады по вопросам налоговой и таможенной политики вместо Романа Насирова, ушедшего в отставку с должности председателя комитета в связи с назначением на должность главы фискальной службы Украины.
В августе 2015 года Южанина, от имени возглавляемого ей комитета, представила проект налоговой реформы, значительно упрощающий и облегчающий налоговое бремя украинских налогоплательщиков. Проект был положительно встречен предпринимателями и общественными группами Нова Країна и РПР, но вызвал резкую критику представителей МВФ. 26 октября законопроект был зарегистрирован в Верховной Раде.
В должности председателя комитет по вопросам налоговой и таможенной политики выступила инициатором ряда законопроектов, направленных на реформирование налогового законодательства Украины. Некоторые из инициатив получили широкую огласку, в частности законопроект № 8487 «О внесении изменений в Налоговый кодекс Украины о налогообложении акцизным налогом легковых транспортных средств» (закон о «евробляхах»), принятый 8 ноября 2018 года и вызвавшего неоднозначную реакцию.
1 ноября 2018 года были введены российские санкции против 322 граждан Украины, включая Нину Южанину.
Во время избирательной кампании к досрочным парламентским выборам 2019 года была включена в список от партии «Европейская солидарность» (14 место в партийном списке). По итогу выборов была избрана нардепом.
На местных выборах 2020 года курировала избирательную кампанию «Европейской солидарности» в Полтавской области.